# Le Corsaire (ballet)
Pour les articles homonymes, voir Corsaire (homonymie).

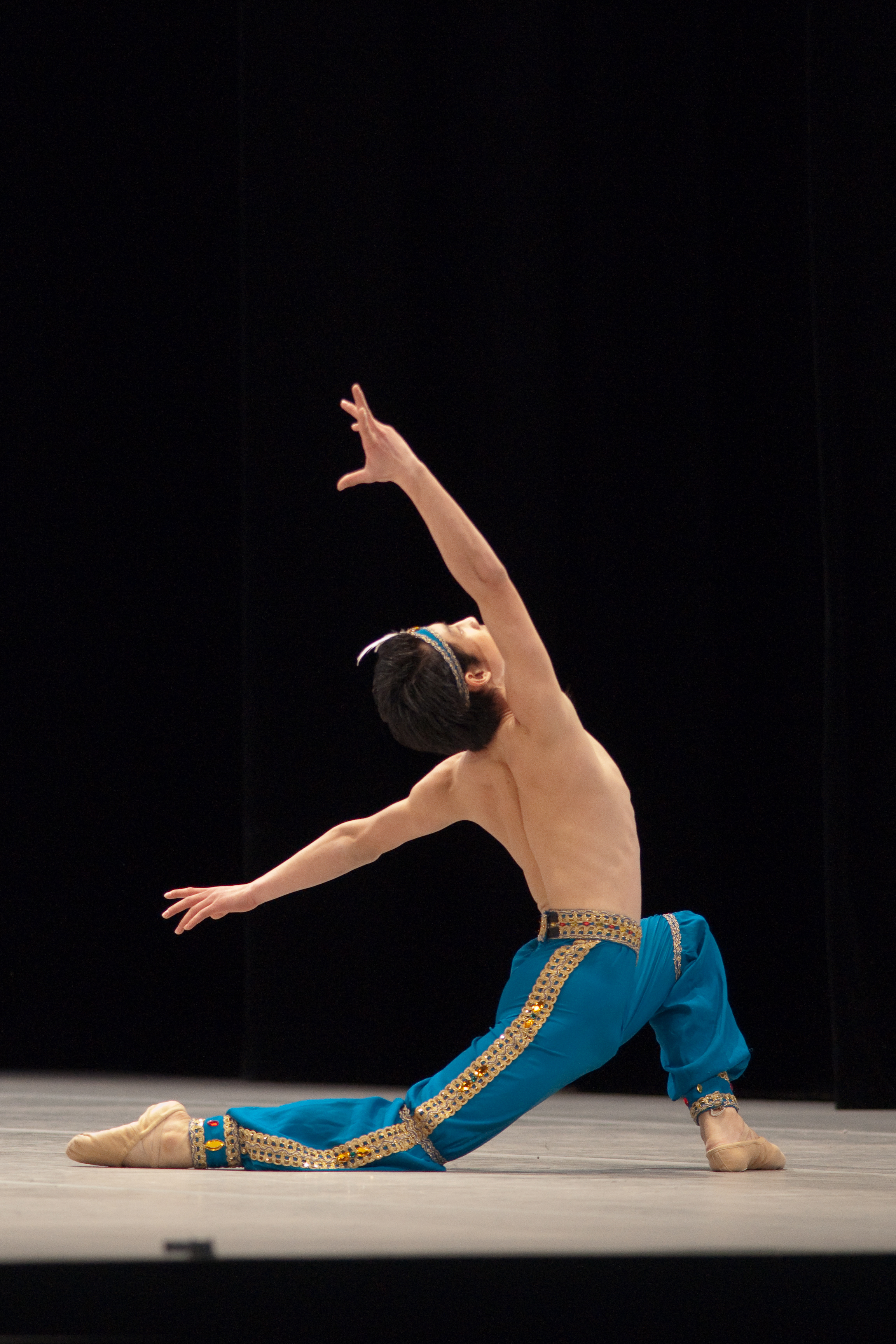
Variation sur Le Corsaire au Prix de Lausanne 2010.

Le Corsaire est un ballet en 3 actes, 5 tableaux et un épilogue sur un livret de Jules-Henry Vernoy de Saint-Georges inspiré d'un poème de Lord Byron (The Corsair, 1814), sur une musique d'Adolphe Adam (aujourd'hui avec intégrations d'autres compositeurs) créé en 1856 à l'Opéra de Paris dans une chorégraphie de Joseph Mazilier.

## Avant Mazilier
Le poème de Byron inspire les chorégraphes dès sa publication. Le chorégraphe italien Giovanni Galzerani (1780-1865) en donne une première version à la Scala de Milan en 1826, puis une seconde en 1830 et la dernière, qui resta longtemps au répertoire des ballets italiens, en 1842.
Albert (1789-1865) compose sa version du Corsaire en 1837, pour le King's Theatre de Londres, sur une musique de Nicolas Bochsa. Aucune de ces versions n'a survécu.

## Version de Joseph Mazilier

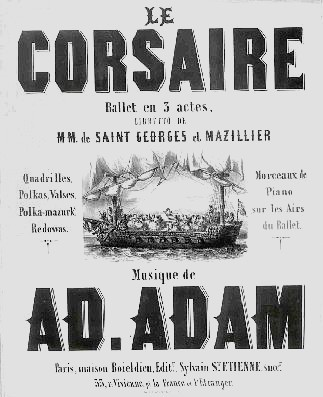
Affiche de la première à Paris en 1856.

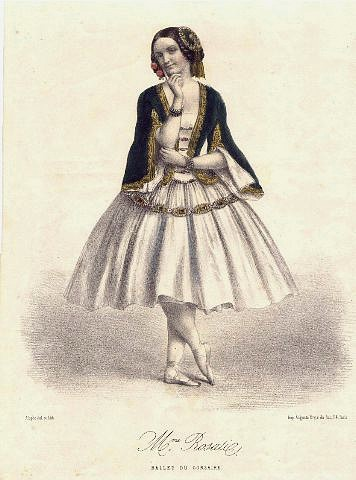
Carolina Rosati en Médora (1856)

Sur une musique d'Adolphe Adam, Joseph Mazilier (1801-1868) crée sa version du Corsaire le 23 janvier 1856 à l'Opéra de Paris. Les rôles principaux sont créés par Carolina Rosati (Médora) et Domenico Segarelli (Conrad). Il reste à l'affiche pendant deux ans et sera repris en 1867 à l'occasion de l'exposition universelle. Lors de cette reprise, un grand pas est ajouté en l'honneur de la danseuse Adèle Grantzow qui interprète Médora : la musique de ce Pas des fleurs est commandée à Léo Delibes. Il tombe ensuite dans l'oubli et ne sera jamais remonté par l'Opéra de Paris.

### Résumé de l'intrigue

#### Ouverture et Prologue: Le Naufrage
Le Naufrage a lieu en ouverture de l'œuvre uniquement dans la tradition russe et notamment au Théâtre Mariinsky. Dans la version d'origine, il a lieu à la fin du ballet.
L'action se déroule en mer Ionienne, puis sur la côte ouest de la Grèce, alors occupée par les Turcs.
Des corsaires, au service d'on ne sait quel État (ce ne sont donc pas des pirates), conduits par Conrad, Ali et Birbanto, sont surpris par une violente tempête en mer. Leur navire fait naufrage, mais ils parviennent à se sauver en s'accrochant à des épaves. 

#### Acte I - Scène 1: Le Bord de mer
La scène du bord de mer a été ajoutée après la révolution de 1917 et n'est présente que dans les versions russes. 
Conrad et ses amis, qui ont fini par échouer sur une plage grecque et sont parvenus à ramper vers une cachette à proximité, viennent en fait d'échapper ainsi, de justesse, à Lankedem, un infâme marchand d'esclaves, rôdant par là à la recherche perpétuelle de nouveaux « objets humains » à vendre. Sentant qu'il y aurait des proies intéressantes à saisir dans les parages, Lankedem s'éloigne pour aller chercher du renfort auprès d'une patrouille turque; celle-ci, de connivence avec lui et qu'il paie grassement, l'aide souvent dans ses captures. En son absence surgissent, sur la plage, des jeunes femmes grecques des environs, insouciantes et heureuses d'être libres. Les meneuses du groupe sont deux superbes jeunes filles, Gulnare et Médora. Elles ne tardent pas à découvrir la cachette des jeunes corsaires naufragés ; et aussitôt, entre Conrad et Médora c'est le coup de foudre au premier regard. Mais entendant Lankedem et la patrouille turque approcher, elles repoussent rapidement les jeunes gens dans leur caverne, sans avoir elles-mêmes le temps de se sauver. Les soldats turcs arrivent, se saisissent des jeunes femmes et les livrent à Lankedem, qui les entraîne aussitôt vers le marché d'une ville voisine pour les vendre. La plage redevenue silencieuse après le départ des soldats et de Lankedem, les corsaires, qui ont tout observé depuis leur caverne, sortent et jurent d'aller à la recherche des jeunes filles pour les libérer.

#### Acte I - Scène 2: La Place du marché

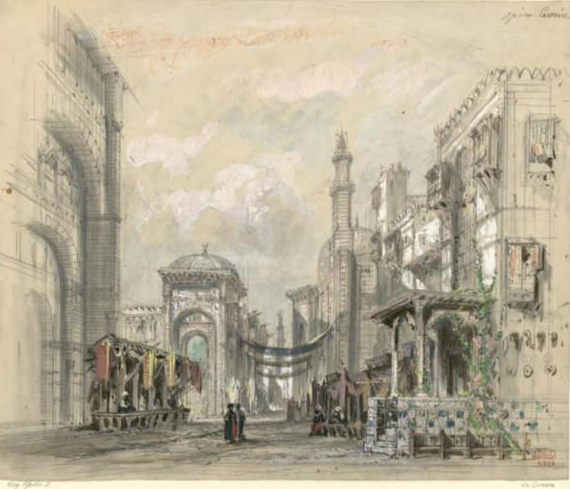
Décors de 1856.

(À l'origine Acte I-Scène 1. Le ballet débutait donc par cette scène)
Le marchand d'esclaves Lankedem présente sa « marchandise » aux plus offrants. La visite du richissime pacha Saïd met tout le marché en émoi. Lankedem, rusé, commence par lui présenter des beautés algériennes, puis des palestiniennes. Elles ne sont pas au goût du Pacha, mais elles trouvent d'autres acquéreurs sur la place. Lankedem présente alors au Pacha l'irrésistible Gulnare, capturée peu auparavan. Subjugué par sa beauté (danse de Gulnare), le Pacha l'acquiert immédiatement et la fait emporter dans son harem ; il lance une bourse d'or à Lankedem qui jubile (danse triomphale de Lanquedem). Mais il a gardé le « meilleur » pour la fin : il dévoile soudain la splendide Médora. Sa beauté laisse le Pacha foudroyé. Lankedem fait d'abord mine de refuser de la lui céder. Mais survient un groupe d'hommes plus ou moins masqués. Leur chef, qui n'est autre que Conrad (le Corsaire), fait monter les enchères et finalement s'impose de force. Ayant échangé un signe de connivence avec Médora, qui a tout de suite reconnu son amoureux de la plage, et secondé par son fidèle serviteur Ali et par son ami Birbanto, il enlève prestement la jeune fille au nez et à la barbe du vieux Pacha furieux. Dans la confusion générale qui s'ensuit, les autres esclaves sont également libérées par les autres corsaires dissimulés, et avant que les soldats turcs n'arrivent, ils réussissent même à capturer Lankedem ainsi que son trésor, avant de fuir au plus vite vers la caverne en bord de mer. Quand la soldatesque turque débouche sur la place du marché, les corsaires se sont déjà évanouis dans la nature, et le Pacha passe son impuissante colère sur le capitaine des soldats.

#### Acte II: La Caverne des corsaires
(À l'origine Acte I-Scène 2.) 

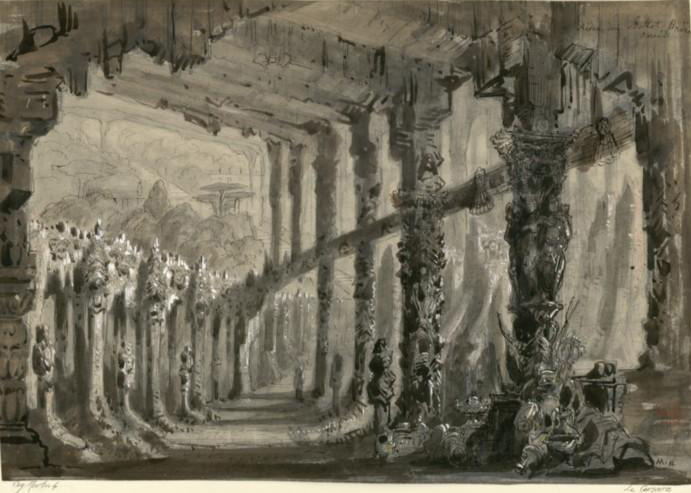
La caverne (1856).

Conrad et les corsaires sont de retour dans leur refuge. Ils se réjouissent de ce que leur audace leur a permis non seulement d'arracher les femmes des mains de Lankedem, mais encore d'avoir saisi le butin de celui-ci. Les réjouissances battent leur plein (danse triomphale de Conrad, puis de Birbanto et de tous les corsaires). Conrad et Médora se déclarent leur amour mutuel. Cependant, le fidèle Ali semble lui aussi sous le charme de Médora (célèbre pas de trois où le serviteur Ali paraît presque l'emporter sur son maître dans l'art de courtiser Médora - voir ci-dessous, la partie Discographie). Sur les instances des esclaves, Médora supplie Conrad de les libérer. Celui-ci accepte, mais Birbanto et une partie des corsaires, qui en espéraient des ressources, protestent avec véhémence. S'ensuit une violente rixe au cours de laquelle Birbanto lève même son poignard sur Conrad, aussitôt sauvé de justesse par son fidèle Ali. Cependant, Conrad maintient sa parole de chef : les femmes sont déclarées libres de leur esclavage. Pleins de confiance, laissés seuls, Conrad et Médora se livrent alors à leur amour. De son côté, Lankedem, entravé de cordes, a assisté en silence à toute la querelle entre les corsaires. Il approche discrètement de Birbanto et de ses partisans et leur propose sournoisement un marché secret : s'ils acceptent de lui rendre sa liberté, il les informerait d'un sûr moyen pour dominer Conrad. Ils acceptent. Il les informe alors qu'il garde sur lui une potion narcotique très puissante, qui ne donne son plein effet qu'une fois versée sur des fleurs qu'il suffit ensuite à faire respirer à quelqu'un. 

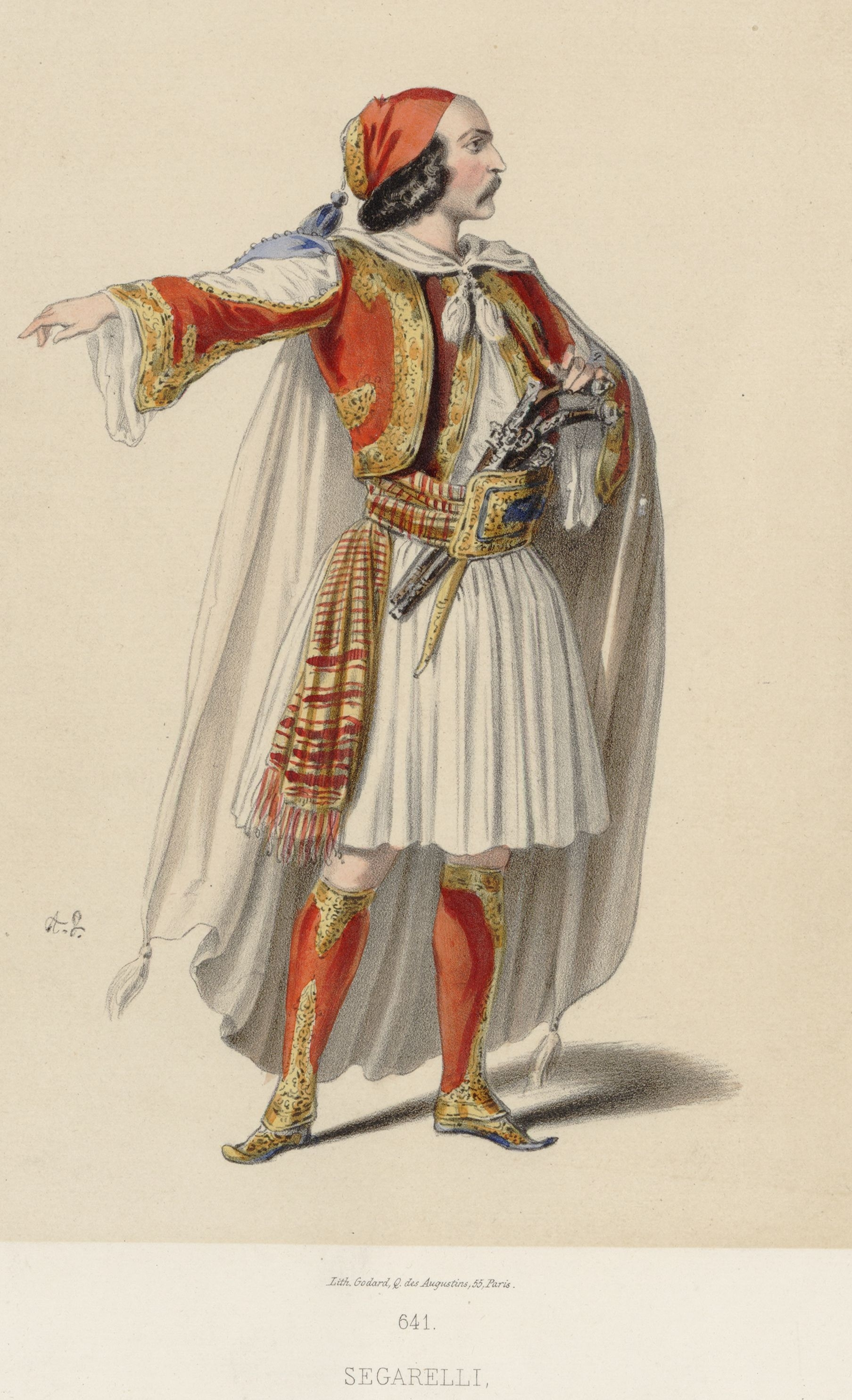
Segarelli en Conrad (1856).

Conrad et Médora reviennent, heureux de leur bonheur partagé. Lankedem fait signe à Médora. Peu méfiante, elle l'écoute. Il lui suggère qu'elle pourrait bien offrir un splendide bouquet de fleurs à Conrad, en reconnaissance de la grande bonté qu'il a eue envers les femmes. Croyant faire plaisir à Conrad, elle prend le bouquet et, dans un jeu amoureux, le lui fait respirer. Conrad s'effondre aussitôt en léthargie. Le groupe des corsaires révoltés encerclent alors Médora, terrifiée, qui se rend compte du piège tendu. Les corsaires rebelles laissent alors Lankedem enlever à nouveau Médora et s'enfuir. Quand Birbanto lève à nouveau son poignard pour occire Conrad endormi, surgit encore le fidèle Ali qui sauve la vie de son maître. Cependant Conrad ne tarde pas à revenir à lui. Désespéré de la perte de Médora (Conrad règlera par la suite son compte à Birbanto) il se lance éperdu à sa recherche avec Ali, jurant tous les deux de la sauver à nouveau des mains de Lankedem.

#### Acte III: Le Harem du pacha Saïd
(À l'origine Acte II) 

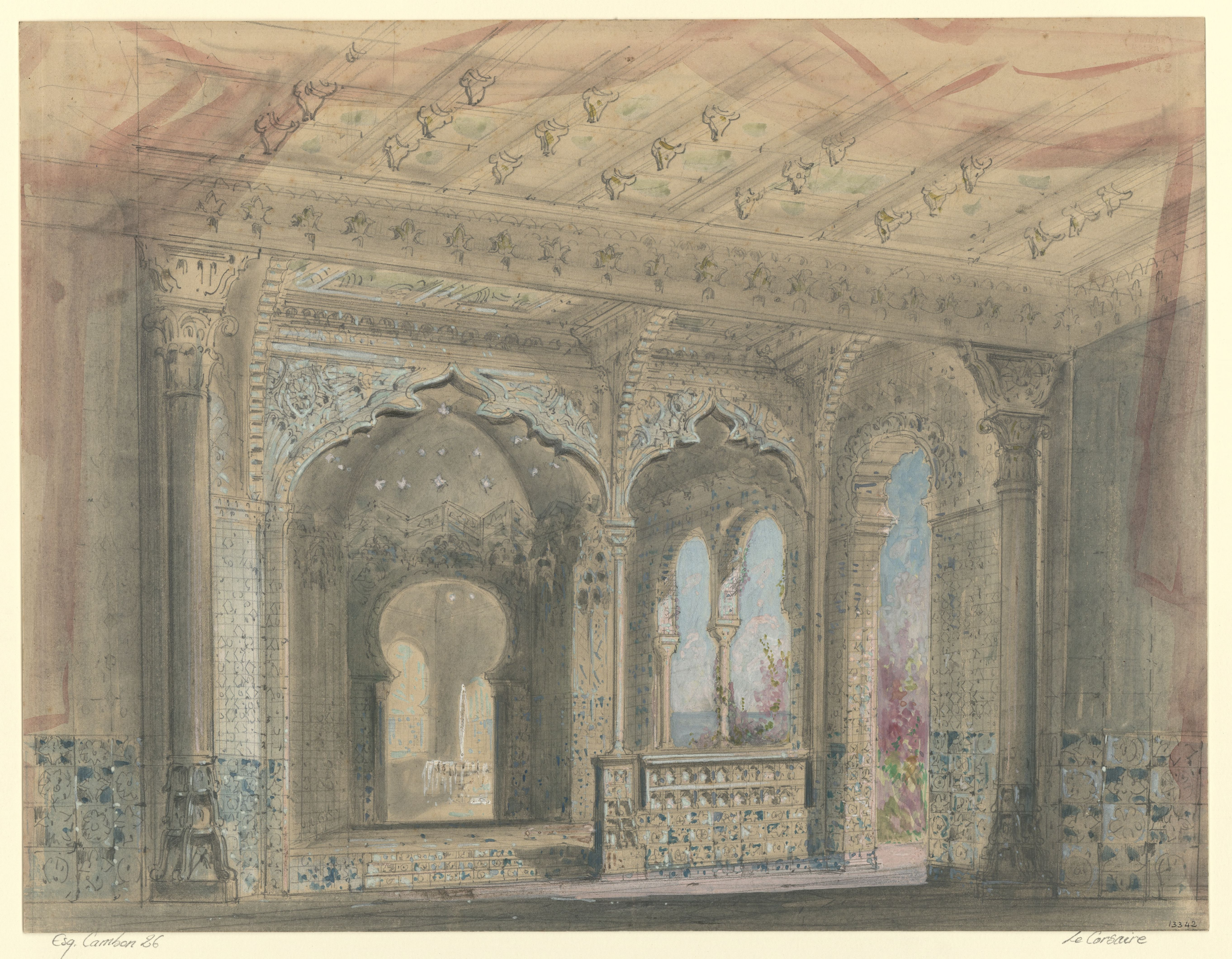
Le harem (décor de Cambon).

Gulnare refuse de se plier aux règles du sérail, et elle n'hésite pas à défier le Pacha lui-même, mais ses caprices pleins de charme lui évitent tout châtiment. Finalement, Gulnare prend plaisir à cette nouvelle vie. Aucune autre femme du harem ne plaît autant qu'elle au Pacha. Une grande fête a lieu au sérail. Le roué Lankedem y arrive et y exhibe trois belles odalisques, dont les danses charment le Pacha et son harem. Mais soudain, Lankedem présente Médora. Le Pacha en est de nouveau subjugué et la supplie de danser pour lui. Médora, jouant la carte de la patience, accepte d'autant plus qu'elle trouve de la consolation à retrouver là son amie Gulnare (grand tableau-féérie du Jardin animé, magistralement chorégraphié par Marius Petipa). 
Alors que Lankedem et le Pacha sont à nouveau sur le point de conclure leur affaire de l'achat de Médora, on annonce soudain l'arrivée de pèlerins mystérieux. Ils sont introduits avec leur chef, et ne sont autres que Conrad, Ali et les corsaires ralliés à lui, tous se présentant déguisés. 
Dénouement 1 (c'est notamment celui de la tradition russe à la suite des interventions de Marius Petipa, telle qu'elle se maintiendra au Kirov, actuellement Théâtre Mariinsky) : Le Pacha, à l'invitation du chef de ces pèlerins déguisés (Conrad), se prosterne avec sa cour pour faire la prière musulmane du soir. Lankedem se montre plus méfiant. Toutefois, profitant du recueillement général, les adroits corsaires ont vite fait de mettre l'un après l'autre hors d'état de nuire les gardes du vieux Pacha, lequel, prosterné, ne se rend compte de rien. Mais bientôt, le Pacha et Lankedem se voyant ainsi soudain réduits à l'impuissance, Conrad et ses amis libèrent à nouveau Médora et cette fois son amie Gulnare avec elle, et se hâtent vers le port, où les corsaires avaient au préalable affrêté un navire en tant que « pèlerins ». Conrad et Médora, Ali et Gulnare dont il a fait la conquête, et leurs amis avec les femmes libérées de l'esclavage par Conrad, embarquent tous vers le bonheur et vers de nouvelles aventures.
Dénouement 2 :(À l'origine Acte III-Scène 1)
Le Pacha fait les honneurs du sérail aux mystérieux pèlerins (Conrad, Ali et les corsaires). Mais lorsque Conrad tente cette fois de libérer à nouveau Médora, l'opération échoue et il est fait prisonnier ainsi que ses hommes. Cependant le Pacha, fou de la beauté de Médora, propose alors à celle-ci un marché : il accorderait la liberté à Conrad et à ses amis à condition qu'elle l'épouse, lui, Saïd Pacha. Médora, éplorée, est sur le point de céder, mais Gulnare, à qui elle s'est confiée et qui a fini, de son côté, par aimer le Pacha et n'entend plus quitter la vie de sérail, monte une machination en faveur de Conrad et de Médora : Médora fera mine d'accepter le mariage avec le Pacha, mais elle s'enfuira secrètement avec Conrad libéré, tandis qu'elle-même, Gulnare, se fera passer pour Médora durant la cérémonie de mariage. Le subterfuge réussit.

#### Épilogue: Le Navire des corsaires
(À l'origine Acte III- Scène 2) 
Le navire des corsaires vogue rapidement vers le large. Une fête à bord célèbre les retrouvailles définitives de Conrad le Corsaire et de Médora. Soudain, une tempête éclate. Le navire fait naufrage.   
Le ballet se conclut par une apothéose où l'on voit Conrad et Médora remerciant Dieu sur le rivage.

## Le Corsaireen Russie
Le 24 janvier 1858, Jules Perrot (1810-1892) donne une version du Corsaire au théâtre Bolchoï Kamenny  à Saint-Pétersbourg, d'après celle de Mazilier. Marius Petipa y participe en tant que danseur et qu'assistant de Perrot, avant d'assurer lui-même les reprises ultérieures jusqu'à l'aube du XXe siècle. La première de ces reprises est réalisée en l'honneur d'Adèle Grantzow, qui apporte ainsi en Russie la musique du Pas des Fleurs de Delibes ; Petipa le développe en ajoutant d'autres morceaux musicaux pour en faire un tableau de vaste ampleur, le Jardin animé.
Comme c'est fréquemment le cas, c'est par ces reprises que le ballet a survécu jusqu'à aujourd'hui, notamment grâce aux notations réalisées du vivant de Petipa. Il est aujourd'hui impossible de déterminer la part — sans doute faible — qui subsiste de la chorégraphie de Mazilier dans l'ensemble, mais une partie importante du travail de Petipa peut être reconstituée. D'ailleurs, Alexeï Ratmansky et Youri Bourlaka ont reconstitué le ballet tel qu'il était en 1899 (dernière reprise du ballet par Marius Petipa) pour le Théâtre Bolchoï en 2007, remplaçant la version de Youri Grigorovitch.
Ces reprises apportent successivement leur lot de changements, qui affectent la chorégraphie, mais également la musique, qui accueille de nombreux ajouts d'autres compositeurs (Cesare Pugni, Riccardo Drigo).

## Le cas du célèbre Pas de deux duCorsaire

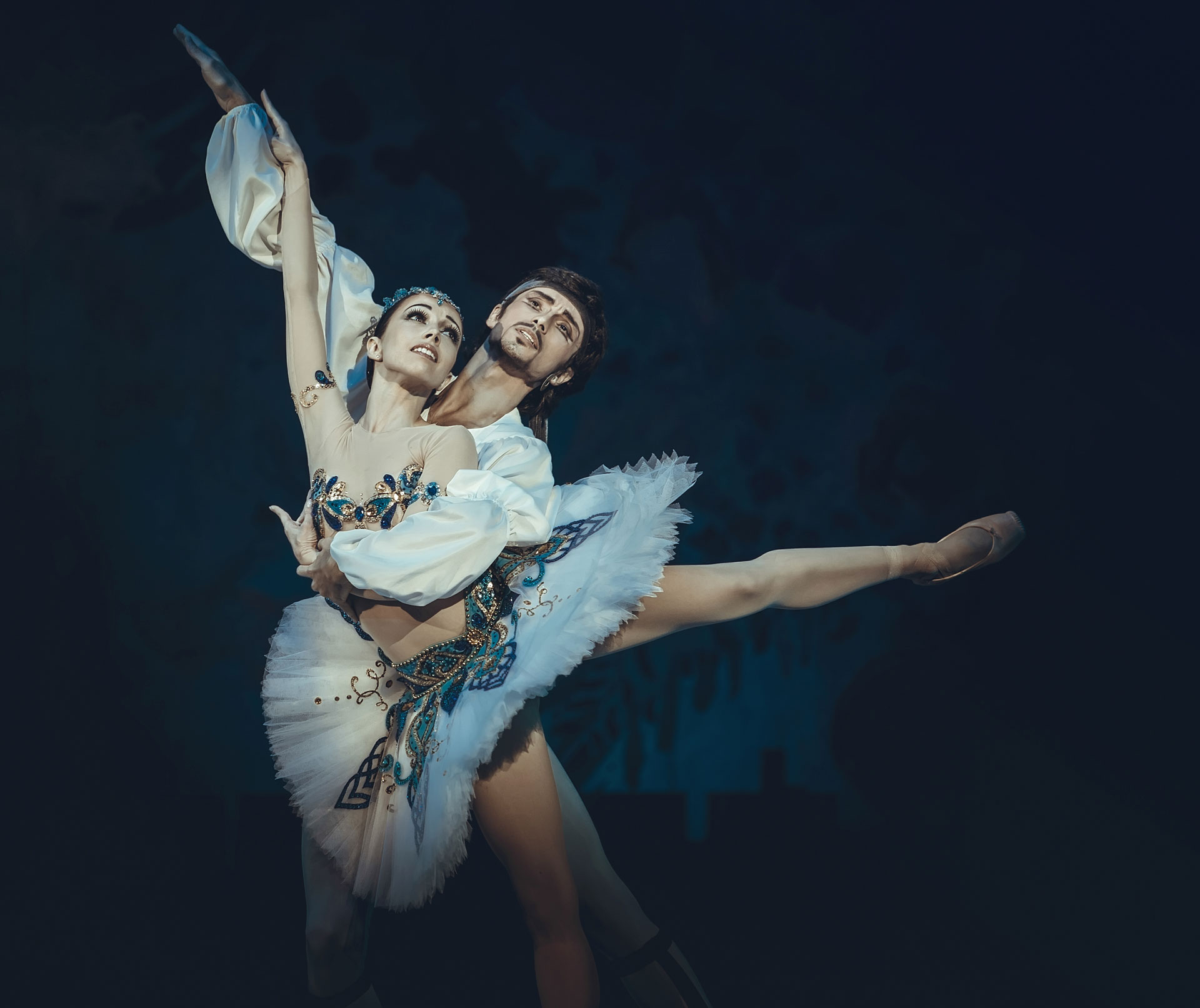
Oleksandr Stoïanov et Kateryna Koukhar (2017).

Le célèbre « Pas de deux du Corsaire », en tant que morceau séparé, est très souvent représenté dans les soirées de ballet comme morceau de bravoure indépendant ; c'est d'ailleurs dans ce cadre qu'il est le plus connu. Il est alors dansé par un danseur et une ballerine virtuoses (pas de deux). Cependant, quand le ballet Le Corsaire est représenté dans son intégralité, ce célèbre pas de deux dansé comme morceau indépendant, devient alors un « pas de trois » (dansé par les trois protagonistes Conrad, Médora, Ali), durant la scène 2 de l'acte I (la chorégraphie en tant que pas de trois est légèrement différente de celle du pas de deux, puisqu'elle intègre le rôle d'Ali, et ce notamment dans l'adage d'introduction). La célèbre chorégraphie du pas de deux a été réglée en 1915 par le chorégraphe Samuil Andrianov, professeur de George Balanchine, avant de recevoir sa forme classique définitive en 1931 grâce à Agrippina Vaganova. La musique du pas de deux (ou pas de trois lorsque le ballet intégral est représenté) est due, pour l'essentiel, à Riccardo Drigo, réunie de diverses œuvres de ce dernier par les soins d'Andrianov (l'adage d'entrée, la variation masculine et la coda finale), et au baron Schell (pour la variation féminine). C'est à partir de 1915 que le pas de deux (musique de Drigo et chorégraphie d'Andrianov) connut un succès mondial et fut dès lors intégré dans pratiquement toutes les reprises du ballet d'Adolphe Adam (y remplaçant donc un autre pas de deux d'origine, composé par le même Drigo en 1887, et qui fit partie de l'œuvre intégrale (toujours à l'acte I, scène 2) jusqu'en 1915.

## Discographie

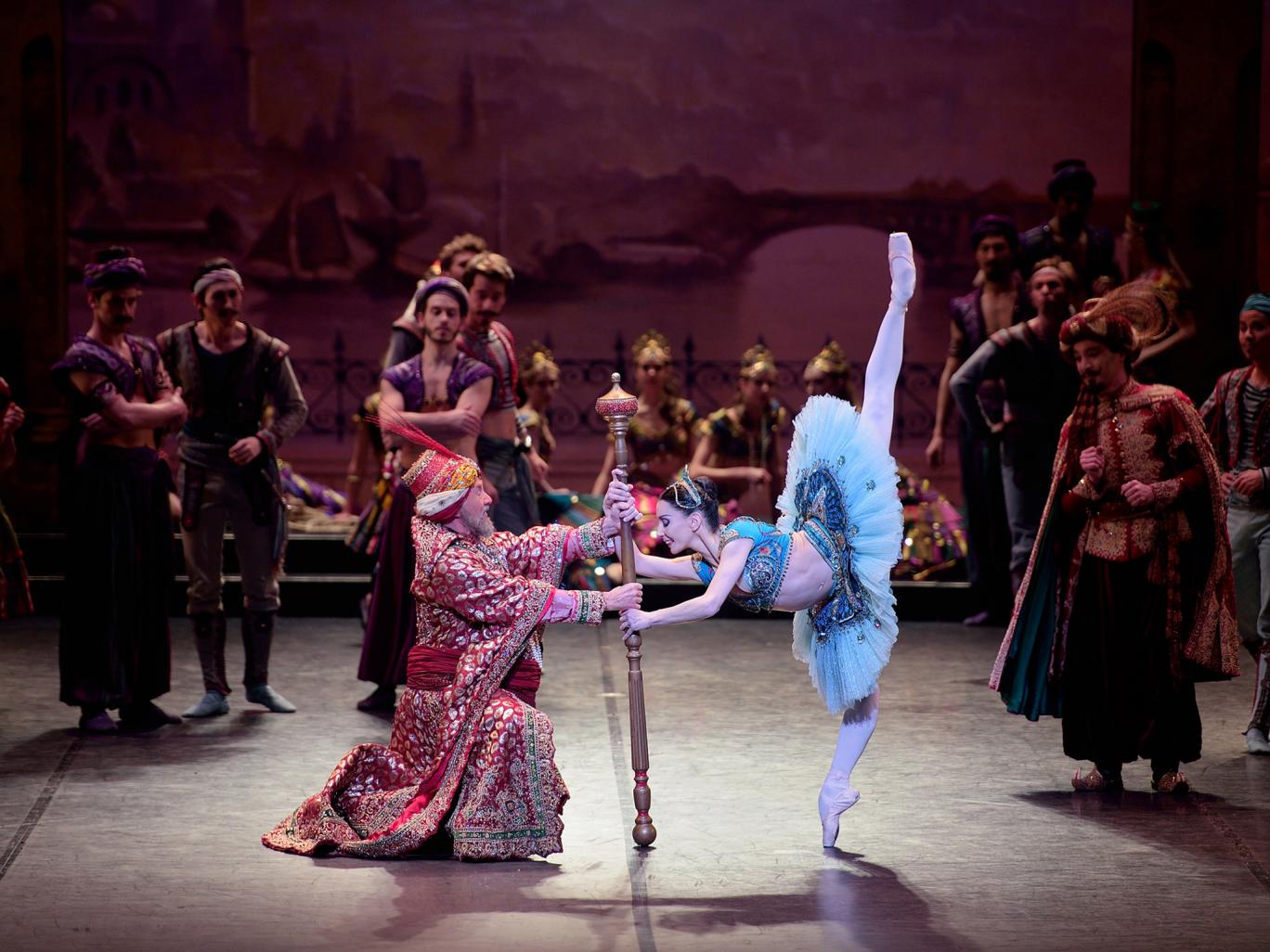
Arabesque de Tamara Rojo (Médora), devant le Pacha (2013).

Par l'English Chamber Orchestra, dirigé par Richard Bonynge en 1990 (2 CD / Decca).

## Captations vidéo en DVD
- Par les Ballets du Kirov (1989) (aujourd'hui Ballets du Théâtre Mariinsky). Excellente captation (bien que non numérique, à l'époque), avec Yevgeny Neff (Conrad), Altynai Asylmuratova (Médora), Faroukh Rouzimatov (Ali), Yelena Pankova (Gulnare), Konstantin  Zaklinsky (Lankedem), Guennady Babnine (Birbanto), Guennady Bortchenko (Pacha Saïd).
- Par les Ballets du Bolchoï (2018). Éblouissante captation numérique son et image en Blu-ray, avec Igor Tsvirko (Conrad), Ekaterina Krysanova (Médora), (Ali : rôle supprimé dans cette version, selon la tradition du Bolchoï), Daria Khokhlova (Gulnare), Guennadi Yanine (Isaac Lankedem - dans cette version, le marchand d'esclaves a donc ce prénom d'Isaac, et c'est un rôle de caractère, avec une apparence de vieillard, alors que dans la version du Kirov, de 1989, il est dansé), Denis Savine (Birbanto), Alexey Loparevitch (Pacha Saïd).

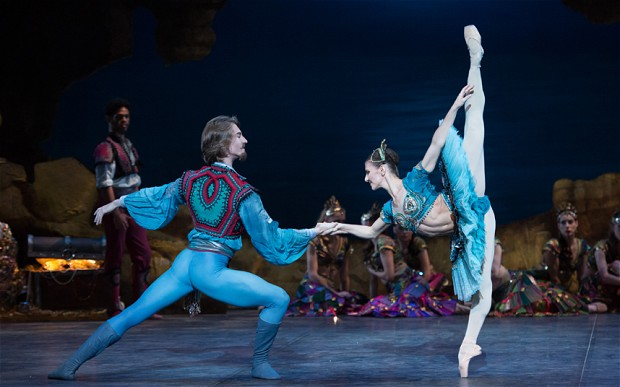
Vadim Mountaguirov et Alina Cojocaru (2014)

- Par l'English National Ballet (2014). Avec Vadim Muntagirov (Conrad), Alina Cojocaru (Médora), Junor Souza (Ali), Erina Takahashi (Gulnare), Dmitri Gruzdyev (Lankedem), Yonah Acosta (Birbanto).
- Adolphe Adam: Le Corsaire, dans la chorégraphie de Manuel Legris (librement d'après Petipa), avec Maria Yakovleva (Médora), Robert Gabdoulline (Conrad), Lioudmila Konovanova (Gulnare), orchestre du Wiener Staatsoper, dirigé par Valeriy Ovsianikov (Naxos, 2016; DVD)

## Adaptation
- Korzár (Corsaire) (2021) : nouvelle version composée par Joris Barcaroli. Avec une moitié de musique nouvelle et l'autre moitié de musique originale réorchestrée ; sur un nouveau livret de Céline Barcaroli. Chorégraphie de Michel Béjar. Crée au Théâtre national de Moravie-Silésie d'Ostrava, (Rép. Tchèque).